# Olcella convexa
Olcella convexa är en tvåvingeart som beskrevs av Malloch 1934. Olcella convexa ingår i släktet Olcella och familjen fritflugor. Inga underarter finns listade i Catalogue of Life.